# 26 Songs
26 Songs – trzecia składanka zespołu, która jest reedycją płyt Six Songs, 10 Songs zespołu Melvins wydana w 2003 roku przez firmę Ipecac Recordings.

## Lista utworów
1. „Easy as It Was” – 2:54
2. „Now a Limo” – 0:55
3. „Grinding Process” – 2:37
4. „#2 Pencil” – 3:08
5. „At a Crawl” – 3:04
6. „Disinvite” – 1:22
7. „Snake Appeal” – 1:39
8. „Show Off Your Red Hands” – 2:57
9. „Over From Underground” – 2:22
10. „Cray Fish” – 3:06
11. „Easy As It Was” – 2:39
12. „Now a Limo” – 0:53
13. „Grinding Process” – 2:44
14. „At a Crawl” – 3:13
15. „Disinvite” – 1:23
16. „Snake Appeal” – 1:52
17. „Set Me Straight” – 3:09
18. „Show Off Your Red Hands” – 2:57
19. „#2 Pencil” – 3:18
20. „Grinding Process” – 2:17
21. „Snake Appeal” – 1:43
22. „At a Crawl” – 2:52
23. „Operation Blessing” – 0:45
24. „Breakfast on the Sly” – 1:51
25. „Ever Since My Accident / Hugh” – 15:01

## Twórcy
- Buzz Osborne – gitara, wokal
- Dale Crover – perkusja
- Matt Lukin  – gitara basowa